# XLAB
A XLAB d.o.o. é uma companhia de processo de desenvolvimento de software, fundada em 2001 e sediada em Ljubljana Eslovénia. A XLAB foca-se em tecnologias de Computação em nuvem e Computação distribuída. O seu departamento de investigação  participou em vários  projetos Europeus de desenvolvimento tecnológico e investigativo no quadro FP7, sendo os mais notáveis , e .

## Investigação Europeia
De acordo com um estudo da Comissão Europeia em 2012, a XLAB foi a terceira organização Eslovena mais importante relativamente a fundos Europeus entre 2007 e 2012, e a primeira entre as organizações de investigação privadas.
As principais áreas de investigação da XLAB são as seguintes:
- Cloud Federada – Contrail[5][7], XtreemOS,[8]
- Infraestrutura Cloud para HPC Disponível – Fortissimo,[9][10][11]
- Rede de computadores e Internet do Futuro – Mo-Bizz,[12]
- Eficiência energética e redes elétricas inteligentes – FINESCE[13][14] e eBadge,[15][16]
- Sistemas cognitivos, [[Sensor|]sensores] e robófica – Giraff+,[17][18][19]
- Trustworthy ICT confiável – ACDC,[20][21] e SPECS.[22][23][24]

Em 2015 a XLAB à iniciativa de Phishing , um consórcio que inclui várias empresas de tecnologia, tais como Cyscon e o browser Opera.
A monitorização de da dispositivo XLAB é, desde Junho de 2015, uma das quatro ferramentas que o consórcio disponibiliza gratuitamente publicamente, em conjunto com o browser Opera, o browser Firefox plug-in e o HitmanPro.
Além disso, a empresa participa em outras áreas de pesquisa, como a segurança pessoal (Pandora, Odyssey), Cultura Digital (MOSAICA ), e
Educação continuada (Creatin, dCDDFlite e outros projetos Leonardo da Vinci e Erasmus+, bem como em vários projectos nacionais na Eslovénia.

## Commercial
A XLAB comercializa algumas soluções próprias, produtos da sua investigação a nível nacional e Europeu, incluindo uma solução GIS , visualzação médica  e desktop remoto .
A ISL Online  é um software de Ambiente de trabalho remoto seguro  e chat  baseado em nuvem através da Internet. O software está disponível para Microsoft Windows, OS X, Linux, iOS e Android, e é usado a nível pessoal e empresarial de pequenas e médias empresas a grandes multinacionais em todo o mundo como a Teleroute  (Bélgica), Telekom Slovenije (Eslovénia), TV Azteca (México), Canon  (Japão), Correios Suíços (Suíça) entre outros.

## Prémios
- 2015  O Smart Locator recebue o prémio de “Serviço de Nuvem Mais Inovativo” pela EuroCloud Slovenia[41]
- 2014 O aplicativo Device Monitor recebeu o prémio IPACSO Europeu de Inovação em Segurança de computadores e Privacidade[42]
- 2014  O aplicativo Smart Locator recebeu de entre os recipientes da Câmara de Comércio e Indústria Eslovena (GZS) o Prémio de Ouro para Melhores Inovações na Eslovénia[43]
- 2013   O render de geomática em tempo real da XLAB Gaea+ foi premiado com o primeiro prémio da competição NASA World Wind pela NASA[44][45]
- 2012  A XLAB recebeu o prémio para realizações empresariais da Câmara de Comércio e Indústria Eslovena (GZS)[46][47]
- 2011  A XLAB recebeu o prémio EuroCloud Slovenia para os melhores serviços de nuvem[48]